# Бойова техніка

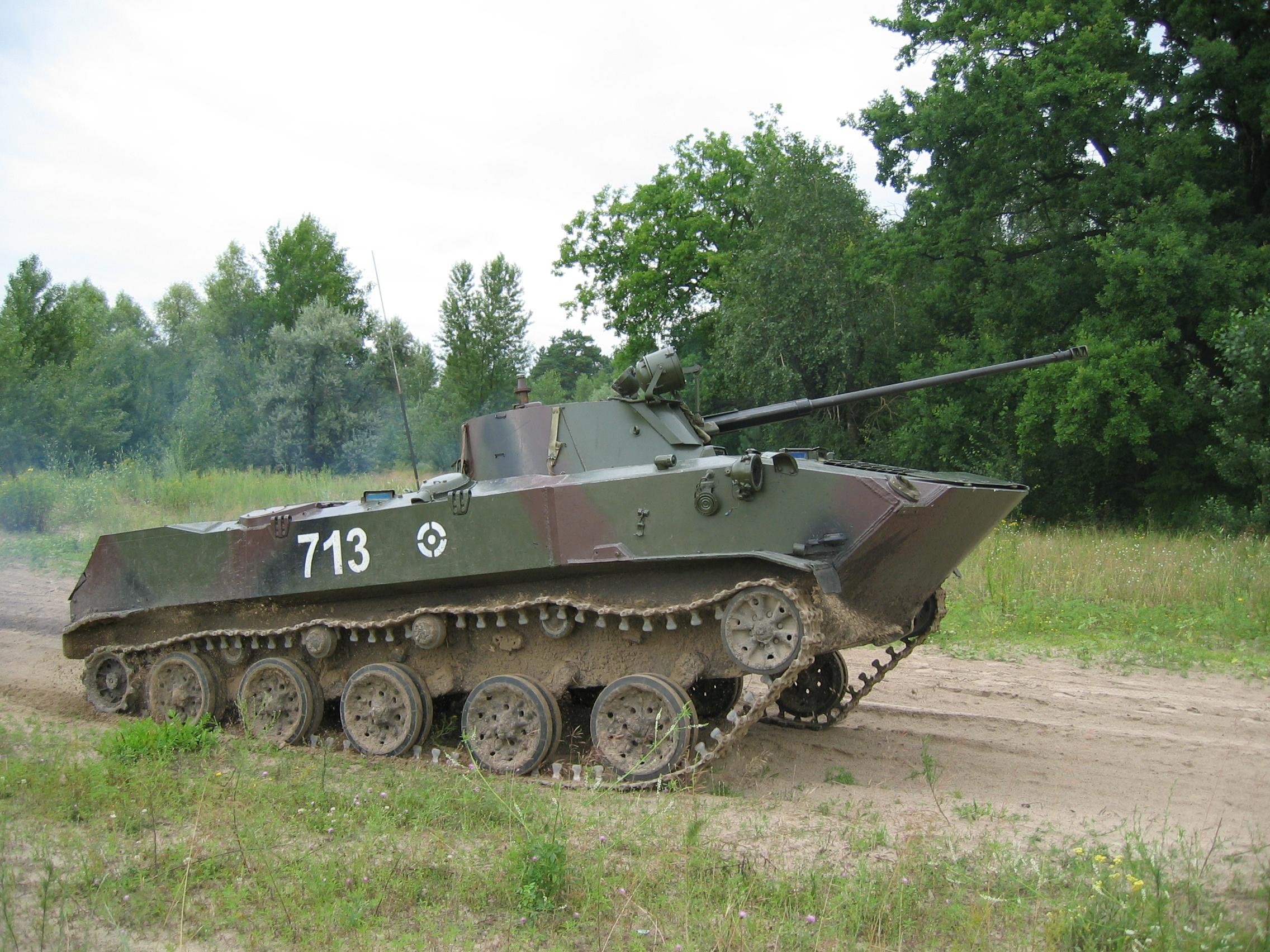
Бойова машина десанту БМД-2 на польових заняттях

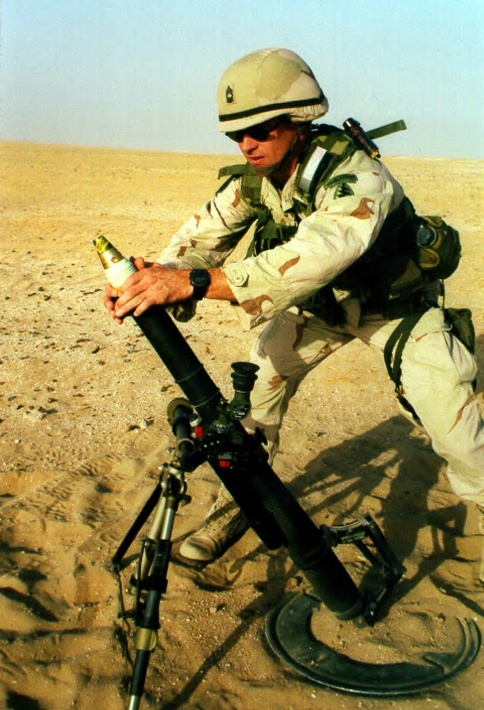
Ведення вогню з 60-мм міномету M224

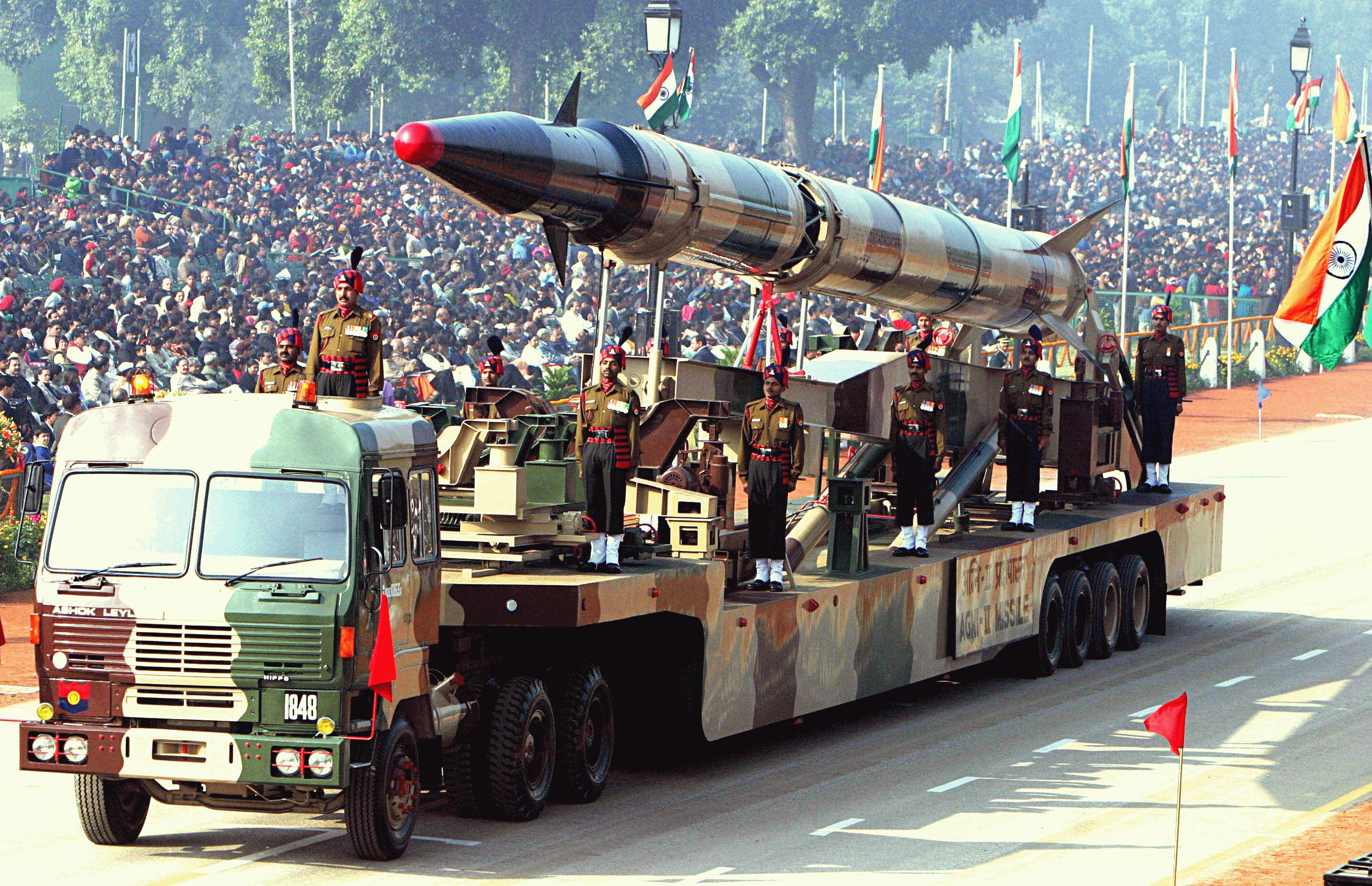
Ракетний комплекс Агні-2 Збройних сил Індії на параді в Нью-Делі. 26 січня 2004

Бойова́ те́хніка — сукупність всіх бойових і технічних засобів, частина військової техніки, яку використовують для ведення бою і забезпечення військ у бою і навчанні. До бойової техніки належать танки, бронетранспортери, бойові машини піхоти, гармати, пускові установки ракет, радіолокатори, літаки тощо. 

## Походження терміна
У документах, засобах масової інформації та усних виступах часто вживається термін «бойова техніка». Він виник із неофіційного розподілення військової техніки на бойову і допоміжну. Згідно з таким поділом до бойової техніки умовно можуть бути віднесені зброя з її носіями (наприклад, танк, літак, корабель), а також окремі комплекси озброєння та зразки зброї, що призначені безпосередньо для ведення бою і забезпечення військ у бою і навчанні.
Поява бойової техніки сягає глибокої давнини. Подальший її розвиток був пов'язаний із застосуванням у військовій справі металів, пороху, парової машини, двигуна внутрішнього згоряння та інших досягнень науки, техніки та машинного виробництва. Особливо швидке зростання темпів розробок та експлуатації бойової техніки відбувався наприкінці XIX і 1-й половині XX століття, здебільшого у зв'язку з Першою і Другою світовими війнами.
Швидкий розвиток бойової техніки є однією з вирішальних умов, що визначають рівень боєздатності сучасних армій. Бойова техніка становить головний матеріальний компонент військової могутності держав.